# 김동혁 (방송인)
김동혁(金東赫, 1976년 1월 19일~)은 대한민국의 방송인이다.

## 이력
충청북도 청주에서 출생하였으며, 충청북도 보은 동광초등학교, 제주도 제주중앙중학교, 제주도 제주제일고등학교 졸업을 거쳐, 서울 한국외국어대학교 정치외교학과(프랑스어학 부전공)를 학사 학위하였다.
해군 병장으로 전역(해군 충남함, 해군 작전사령부)한 그는 2003년 국방부 아나운서를 시작으로, 2005년 KFM 경기방송 DJ, 2007년 EBS 한국교육방송공사 라디오국 아나운서, 2008년 원주MBC에서 라디오 프로그램 《별이 빛나는 밤에》와 TV 프로그램 《아하! 행복한 TV》를 진행했다. 또한 TBN 강원교통방송에서 방송을 진행했고, MBC 충북 '즐거운 오후', TBN 대전교통방송 '낭만이 있는 곳에(주말)', KFM 경기방송 '김동혁의 골든박스 탑텐(주말)' 등 여러 라디오 프로그램을 진행하다가 2020년 4월 6일부터 2021년 7월 11일까지는 경인방송 '지금은 런투유! 김동혁입니다(매일)', 2021년 7월 17일부터 2023년 1월 1일까지는 TBN 대전교통방송 '주말 TBN 차차차', 2023년 1월 2일부터 2024년 4월 19일까지는 TBN 대전교통방송 'TBN 차차차 (대전) (평일)', 2024년 4월 22일부터 현재까지 TBN 대전교통방송 '출발! 대전대행진(평일)'을 진행하고 있다.

## 학력
- 동광초등학교 졸업(1989년)
- 제주중앙중학교 졸업(1992년)
- 제주제일고등학교 졸업(1995년)
- 한국외국어대학교 정치외교학과(프랑스어 부전공) 학사(1999년)

## 방송 경력
- 2003년~2004년. 국방부 아나운서
- 2005년~2008년 / 2014년~2020년. KFM 경기방송 DJ(정보특급, 골든박스탑텐 등 진행)
- 2007년~2008년. EBS 교육방송 라디오국 아나운서 겸 시사 캐스터
- 2008년 4월 28일~2013년. 원주MBC 라디오 '별이 빛나는 밤에' DJ
- 2008년 5월~2012년. 원주MBC TV '아하! 행복한 TV' MC
- 2011년~2013년. 강원교통방송 '달리는 라디오 교통방송입니다-주말' MC
- 2013년~2014년. 대전교통방송 'TBN 차차차' MC
- 2014년~2016년. 대전TBN교통방송 '낭만이 있는 곳에-주말' MC
- 2014년~2020년. MBC 충북 라디오 '즐거운 오후' DJ
- 2020년 4월 6일~2021년 7월 11일. 경인방송 '지금은 런투유! 김동혁입니다' DJ
- 2021년 7월 17일~2023년 1월 1일. 대전교통방송 '주말 TBN 차차차' MC
- 2023년 1월 2일~2024년 4월 19일. 대전교통방송 '평일 TBN 차차차' MC
- 2024년 4월 22일~현재. 대전교통방송 '출발! 대전 대행진' MC
- 그 외 MBC '생방송 오늘아침' 리포터, 케이블 등 TV MC 활동

## 행사 경력
- 서울 모터쇼 개막식, 경품추첨, 시상식 등 모터쇼 조직위원회 공식 MC
- 서울 머니쇼 세미나 프로그램 MC
- 국제공작기계전시회 SIMTOS 개막식 및 리셉션 MC
- 세계 반도체 및 디스플레이 장비 전시회‘세미콘 코리아’MC
- 한국공작기계협회 공작기계인의 날 가족사은의 밤 MC
- 대한민국 산림박람회 개막식 MC
- 세계 한인의 날 기념식 MC
- 지식경제부 으뜸기술상 시상식 MC
- 대한민국 국가기반 산업대전 개막식 MC
- 건설기계인의 날 행사 리셉션 및 시상식 MC
- 포장기계 대상 정부포상식 MC
- 베이징 올림픽, 싱가포르 청소년올림픽 서울 성화봉송 MC
- 2012 아시아 역도 선수권 대회 폐회식 MC
- 핀란드 세계일류 한국상품전 개막식, 노무현 전 대통령 의전 MC